# Forcipomyia chirurgus
Forcipomyia chirurgus är en tvåvingeart som beskrevs av Debenham 1987. Forcipomyia chirurgus ingår i släktet Forcipomyia och familjen svidknott. Inga underarter finns listade i Catalogue of Life.